# جون براين (مغن)
جون براين (بالإنجليزية: John Prine)‏ (و.10 أكتوبر 1946 - 7 أبريل 2020) مغن وكاتب أغاني أمريكي.

## وفاته
في 26 مارس، تم نقله إلى المستشفى بعد أن عانى من أعراض الإصابة بمرض فيروس كورونا 2019. تم تنبيبه مساء 28 مارس في حالة حرجة. في 30 مارس، أعلنت زوجته أنه في حالة مستقرة ولكن لم يتحسن. في 3 أبريل، دخل يومه الثامن في وحدة العناية المركزة وكان لا يزال على جهاز التنفس الصناعي ويحتاج إلى قدر كبير من المساعدة في تنفسه. بالإضافة إلى أنه كان يعاني من مرض ذات الرئة. في 7 أبريل 2020، أُعلنت وفاته.

## روابط خارجية
- جون براين على موقع IMDb (الإنجليزية)
- جون براين على موقع روتن توميتوز (الإنجليزية)
- جون براين على موقع ميوزك برينز (الإنجليزية)
- جون براين على موقع رولينغ ستون (الإنجليزية)
- جون براين على موقع قاعدة بيانات برودواي على الإنترنت (الإنجليزية)
- جون براين على موقع أول ميوزيك (الإنجليزية)
- جون براين على موقع ديسكوغز (الإنجليزية)
- جون براين على موقع قاعدة بيانات الفيلم (الإنجليزية)